# Amostra Transcultural Padrão
A Amostra Transcultural Padrão (Standard Cross-Cultural Sample ou SCCS em inglês) é uma amostra de 186 culturas usadas por acadêmicos engajados em estudos transculturais na antropologia e em outras disciplinas.

## Origem
A pesquisa transcultural envolve um problema estatístico específico, conhecido como o problema de Galton, em homenagem ao polímata britânico do século XIX Francis Galton: os testes de relações funcionais (por exemplo, um teste da hipótese de que sociedades com predominância masculina pronunciada são mais belicosas) podem ser confundidos porque as amostras de culturas não são independentes. As características de diferentes culturas podem ser associadas não apenas porque estão funcionalmente relacionadas, mas porque foram transmitidas por empréstimo transcultural ou por descendência de um ancestral cultural comum.
O antropólogo George Peter Murdock tentou resolver o problema de Galton desenvolvendo uma amostra de culturas relativamente independentes umas das outras - isto é, com relações filogenéticas e de difusão cultural relativamente fracas. Murdock começou com cerca de 1.200 povos em seu Atlas Etnográfico (Ethnographic Atlas, Murdock, 1967), dividindo-os em aproximadamente 200 "províncias de amostragem" de culturas estreitamente relacionadas. Murdock e Douglas R. White escolheram uma cultura particularmente bem documentada de cada província de amostragem para criar a Amostra Intercultural Padrão (Murdock e White, 1969). O número de culturas é grande e variado o suficiente para fornecer uma base sólida para a análise estatística; a amostra inclui 186 culturas, que vão desde caçadores-coletores contemporâneos (por exemplo, os Mbuti), aos primeiros estados históricos (por exemplo, os romanos), a povos industriais contemporâneos (como os russos) (Silverman & Messinger 1997 ; Mace & Pagel 1994) .
Os estudiosos envolvidos na análise estatística transcultural são incentivados a usar o conjunto de culturas do SCCS, uma vez que cada novo estudo aumenta o número de variáveis codificadas que podem ser usadas com as variáveis já existentes. Ao focar a atenção acadêmica nesta amostra de 186 culturas, os dados têm melhorado continuamente em escopo e qualidade. O jornal eletrônico de acesso aberto World Cultures, fundado por White, publicado por William Divale, e agora editado por J. Patrick Gray, funciona como o repositório do SCCS, arquivando as agora quase 2.000 variáveis codificadas e publicando uma série de artigos sobre metodologia cultural. A revista mudou em 2006 para o Repositório de eScholarship da Universidade da Califórnia .
Murdock foi também fundador do Human Relations Area Files (HRAF) na Universidade de Yale, na década de 1940. No entanto, o SCCS contém um conjunto diferente de culturas, usa um conjunto diferente de fontes etnográficas e pode ser considerado totalmente distinto do HRAF.